# Психологічна гра
Психологічні ігри — ефективний інструмент психотерапії і самоаналізу в індивідуальній та груповій роботі. Кожен її учасник отримує унікальний досвід взаємодії з оточенням, можливість побачити себе з іншої сторони, отримати відповіді на власні життєві питання.
Психологічні ігри необхідні для внутрішнього розкриття людини, його розвитку, освоєння нових навичок. Вони регламентовані правилами, а головним «знаряддям» тут є розум людини.
Консультування — процес допомоги людині, який спрямований на усвідомлення його відносини і почуттів до виниклої проблеми, ідентифікацію проблем, пошук рішень та розробку рекомендацій щодо ефективних шляхів вирішення ситуації, що склалася.
Мета консультування: допомога в рішенні проблеми клієнта. А за допомогою психологічних ігор рішення приходить швидше і легше. Методика застосування ігор дозволяє усвідомити і трансформувати малоефективні моделі поведінки. І людина починає правильно приймати важливі рішення, досягати поставлених цілей, вирішувати виникаючі проблеми і жити в гармонії.

### Види консультування з використанням психологічних ігор
Існують наступні види психологічного консультування, в яких активно задіяна ігрофікація:
- Сімейне консультування — робота з парами: в дошлюбний період, період шлюбу, або ж період розлучення. Сюди відносять також консультування щодо питань дитячо-батьківських відносин, взаємин з родичами, батьками дружини / чоловіка.
- Інтимно-особистісне консультування — робота з внутрішніми конфліктами, станами клієнта: підвищена тривожність, пошук сенсу життя, складності контакту з людьми і інші проблеми.
- Професійне консультування — робота з питань профорієнтації.
- Організаційне або виробниче консультування — робота, спрямована на вирішення питань ефективного управління, взаємодії в колективі, мотивації персоналу та інших особливостей побудови успішного бізнесу.

### Користь психологічних ігор в бізнес-консультуванні
Ділове консультування вирішує життєво важливі питання організації, її просування і розвитку. Психологічні ігри в бізнес-консультуванні — можливість підвищення особистісної ефективності, а також ефективності комерційної справи в таких областях, як:
- оптимізація бізнесу,
- бізнес планування,
- управління,
- логіка бізнесу,
- імідж-консалтинг,
- PR-консультування,
- вироблення бізнес-концепції,
- коучинг-навчання персоналу,
- організаційна психологія,
- побудова бізнес-комунікації,
- психологія безпеки,
- управління конфліктом,
- стресостійкість,
- супровід корпоративних угод і інших важливих завданнях.

Психологічне консультування в бізнесі за допомогою ігор дозволяє виявити ще невикористані резерви в області людських ресурсів, допомогти у виявленні «підводних каменів» в ході організації міжособистісного спілкування і повністю усунути знайдені перешкоди.